# Gasthaus Katt
Das Gasthaus Katt mit der Kornbrennerei in der niedersächsischen Gemeinde Mittelstenahe, Große Straße 24, Samtgemeinde Börde Lamstedt, im Landkreis Cuxhaven stammt vom Anfang des 20. Jahrhunderts.
Aktuell (2024) wird es als Gastwirtschaft Katt genutzt.
Die Gebäude stehen unter Denkmalschutz (siehe auch Liste der Baudenkmale in Mittelstenahe).

## Geschichte und Beschreibung
Mittelstenahe wurde 1500 erstmals urkundlich erwähnt. 1797 wurde auf dem Hof Große Straße 24 eine Brennerei gegründet. Anstelle eines abgebrannten Fachwerkhauses entstand neben der Brennerei ein Gasthaus, der Saalanbau folgte um 1920.
Die Anlage besteht aus
- dem eingeschossigen traufständigen verklinkerten Gasthaus von 1912 in Backstein mit ziegelgedecktem Krüppelwalmdach und außermittigem großen Dachhaus über dem hier zweigeschossigen Eingang, die Türen und Fenster sind zum Teil im Original erhalten,[2]
- der eingeschossigen ehemaligen Kornbrennerei von um 1900 in Backstein mit Satteldach, segmentbogigen Öffnungen und schlichtem Backsteinschmuck als Gesimsbänder, Ausstattung und Metallfenster sind teilweise im Original erhalten, östlich steht ein jüngerer Fachwerkanbau,[3]
- dem giebelständigen eingeschossigen Saal von um 1920 in Backstein mit Drempel als Saalerweiterung des Gasthauses.[4]

Das Landesdenkmalamt befand u. a.: „… ortsgeschichtlichenr, gebäudetypischer und ortsbildprägender Zeugniswert …“